# Friedrich Klopfleisch
Friedrich Klopfleisch (Heusdorf bei Apolda, 1831. augusztus 12. – Jéna, 1898. május 30.) német őstörténész és művészettörténész, a jénai egyetem professzora, az egyetem Német Múzeumának alapítója és hosszú évekig vezetője, a mai Thüringia és Szász-Anhalt ős- és ókori történelmi kutatásának egyik megalapozója volt.

## Akadémiai karrier
1856-ban doktorált a jénai egyetemen "A német művészet fejlődésének fontos pillanatai" című értékezéssel, 1859-ben lett a művészettörténet professzora.

## Művészettörténészi és ős- és ókortörténészi jelentősége
A jénai Német Múzeum nyilvántartása szerint mintegy 30 éven keresztül - 1856 és 1894 között - mintegy 80 település és 150 különböző méretű lelőhely feltárását vezette. Ezek többnyire Jéna és Weimar körül fekszenek, de benyúlnak a mai Thüringia, Száz-Anhalt (az egykori porosz tartomány: Szászország), Szászország és Bajorország területére is. A legjelentősebbek közé tartoznak a wallburg jenzigi feltárások (1856-tól), a palmberg bei vippachedelhauseni nagy sírhalmok (1858) feltárása, a borscher auei sírhalmok (1869) feltárása az első ismertté vált kelta bronz kancsóval, a taubach bei weimari őskőkorszaki lelőhely (1870-től) és az aunjetitzi kultúra leubingeni sírhalmainak (1877) a feltárása.
Klopfleisch legnagyobb érdeme abban állt, hogy az elsők között volt, akik felismerték a kerámia alapvető jelentőségét az őskori és ókori történelem kronológiai tagolásában, és ezt a nézetet 1872-től egyértelműen képviselte. 1880-tól több cikkben, de különösen 1882-ben megjelent "A leubingeni, sömmerdai és nienstädti sírhalom. Általános bevezetés: a kerámia jellemzői és időrendje Közép-Németországban" című munkájában, amelyben megalkotta a "vonaldíszes kerámia" és a "zsinegdíszes kerámia" fogalmait a két legjelentősebb közép-európai újkőkorszaki kultúrára és először próbálta meg felvázolni azok tartalmát.

## Fordítás
- Ez a szócikk részben vagy egészben  a   Friedrich Klopfleisch című német Wikipédia-szócikk fordításán alapul.  Az eredeti cikk szerkesztőit annak laptörténete sorolja fel. Ez a jelzés csupán a megfogalmazás eredetét és a szerzői jogokat jelzi, nem szolgál a cikkben szereplő információk forrásmegjelöléseként.